# Koronaler Massenauswurf

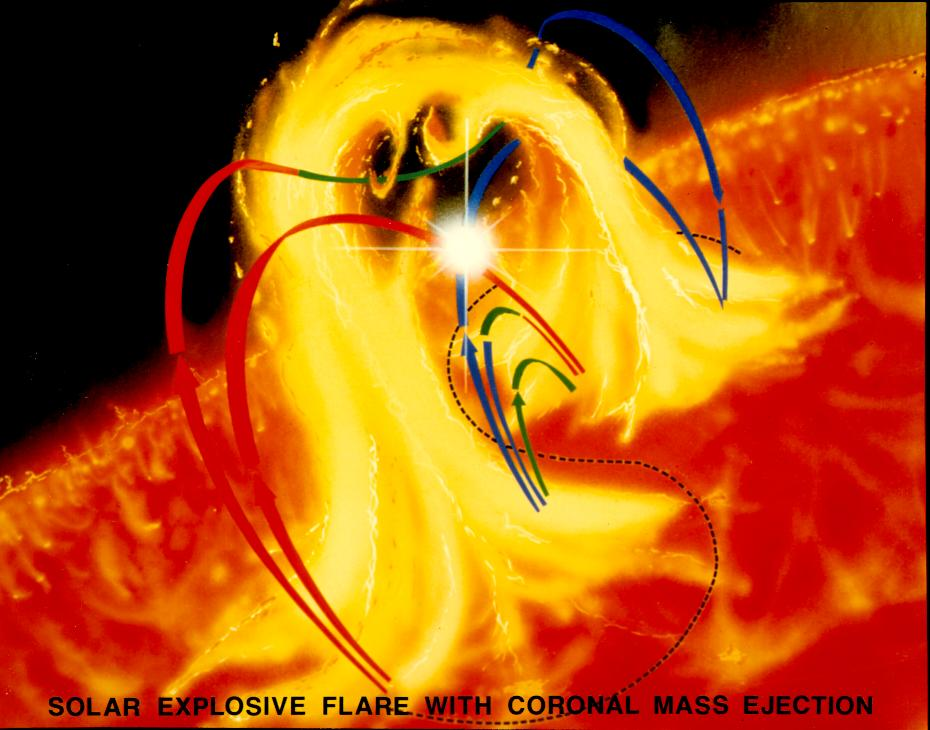
Koronaler Massenauswurf als Folge der Rekonnexion von Feldlinien.

Ablauf eines CME

Ein koronaler Massenauswurf (englisch coronal mass ejection, CME) ist eine Sonneneruption (eine eruptive Protuberanz), bei der Plasma ausgestoßen wird. Werden die Auswirkungen in großer Entfernung zur Sonne untersucht, so spricht man auch von interplanetarem koronalem Massenauswurf (engl. ICME).
Die Austrittsquellen sind meist Sonnenflecken, deren Eruptionen auch als Flares (engl. flare ‚helles, flackerndes Licht‘) bezeichnet werden. Das ausgestoßene Plasma besteht hauptsächlich aus Elektronen, Protonen und zu kleinen Anteilen aus Kernen schwererer Elemente wie Helium, Sauerstoff und Eisen. Vermutlich verursachen Rekonnexionen der Magnetfeldlinien die Eruptionen.
Die Häufigkeit von koronalen Massenauswürfen ist eng an die Sonnenaktivität gekoppelt: im Sonnenfleckenminimum sind sie deutlich seltener als im Sonnenfleckenmaximum, die durchschnittliche Häufigkeit schwankt zwischen 0,5 und 6 Ereignissen pro Tag. Die Verteilung der Intensitäten gehorcht einem Skalengesetz.

## Einfluss auf die Erde
Die wenigen CMEs, die tatsächlich auf die Erde zielen (von der Sonne aus betrachtet hat die Erde eine scheinbare Größe von nur 17,7″, etwa wie ein Stecknadelkopf aus 10 Metern Entfernung), werden als geoeffektiv bezeichnet und beeinflussen die Magnetosphäre und die Ionosphäre der Erde: die Magnetosphäre wird auf der Tag-Seite zusammengedrückt, auf der Nacht-Seite verlängert sich der Schweif. Dabei werden große Mengen Energie freigesetzt, was u. a. zu ausgeprägten Polarlichtern führt. CMEs können Schäden an Satelliten verursachen und aufgrund der erhöhten Elektronendichte in der Ionosphäre Rundfunkübertragungen stören, mehr dazu unter magnetischer Sturm.
Im August 2011 konnte mit STEREO-A erstmals das direkte Auftreffen einer Plasmawolke auf die Erde beobachtet werden. Mit dem Forschungssatelliten TIMED wurden 2012 weitere Erkenntnisse gewonnen.

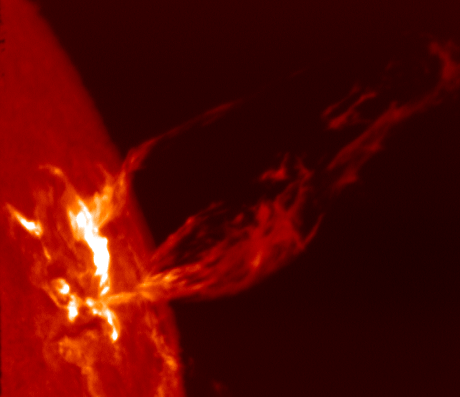
Koronaler Massenauswurf mit dazugehörigem Flare
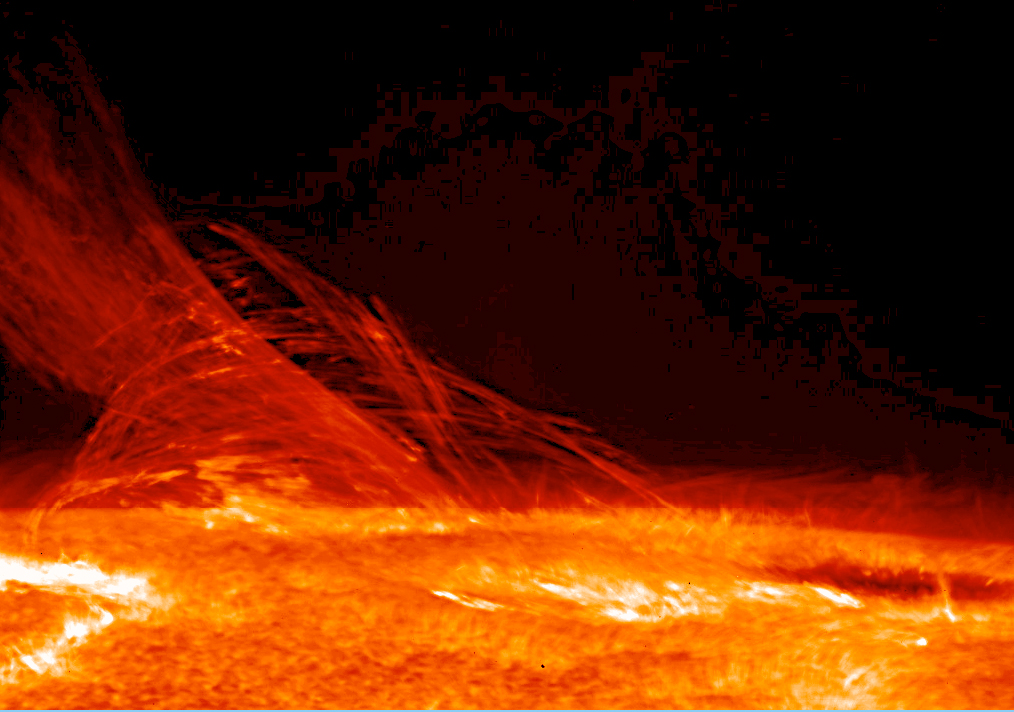
„Flammendes Plasma“
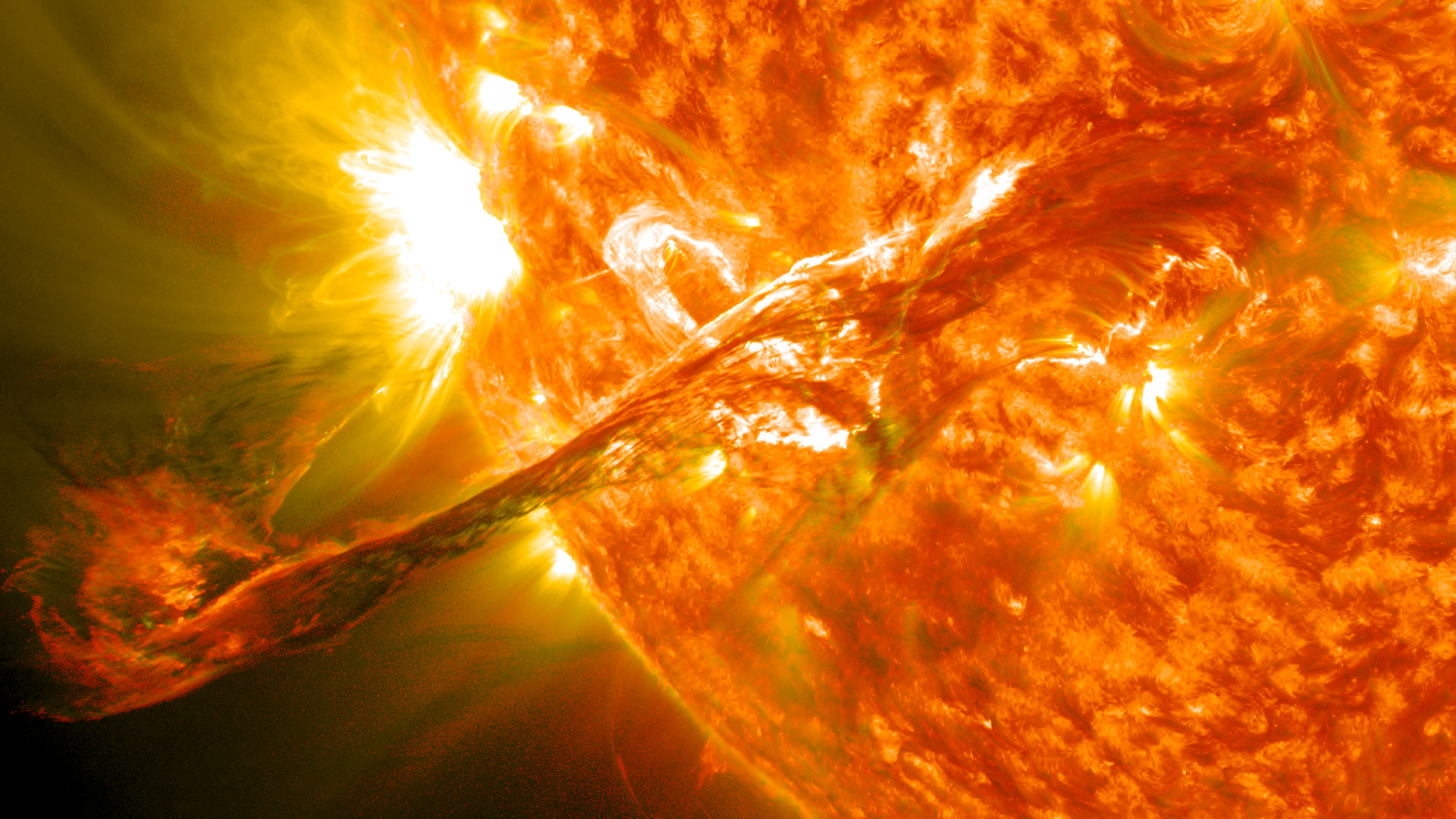
Koronaler Massenauswurf vom 31. August 2012

Ende August 1859 wurde in Nordamerika das in geschichtlicher Zeit stärkste Koronalereignis beobachtet mit taghellen Leuchterscheinungen in der Nacht und zerstörenden magnetischen Induktionen in Telegrafenleitungen. Die verschiedenen Auswirkungen sind bei Weltraumwetter beschrieben. Nach dem Entdecker werden diese Ereignisse Carrington-Ereignis genannt. Im November 2003 ereignete sich ein starker CME, der gemessen werden konnte. Am 23. Juli 2012 befand sich STEREO-A im Raum eines CMEs, welcher ähnlich stark wie das Carrington-Ereignis war. Die Instrumente waren in der Lage, Daten über das Ereignis zu sammeln und weiterzugeben. Da die Raumsonde weit von der Erde entfernt war, war sie keinen zu starken elektrischen Strömen ausgesetzt, die beim Auftreffen einer Sonneneruption auf die Magnetosphäre der Erde induziert werden können.
Die Hypothese, dass ein gewaltiger koronaler Massenauswurf mit Strahlungsdosen von bis zu 3–6 Sievert in 3 Tagen und einer mehrjährigen Zerstörung der Ozonschicht die Ursache der quartären Aussterbewelle gewesen sei, wurde jedoch widerlegt. Das Aussterben wäre bei einem Massenauswurf schneller erfolgt und hätte mehr Arten betroffen, als es beobachtet werden konnte.

## Auslösung magnetohydrodynamischer Wellen (MHD wave)
Bei einem koronalen Massenauswurf breiten sich auch vom Ort des Auswurfs Wellen im Plasma der Sonnenoberfläche aus. Diese magnetohydrodynamischen Wellen erreichen enorme Höhen von mehreren tausend Kilometern und ihre Fronten erstrecken sich über hunderttausende von Kilometern. Man hofft, über die Beobachtung dieser Wellen weitere Hinweise auf die Physik der Sonne zu bekommen, und bessere Vorhersagen über das Weltraumwetter zu machen. Erste Hinweise auf solche Wellen gab 1997 der Sonnenbeobachtungssatellit SOHO. Diese Beobachtungen wurden im Februar 2009 durch die STEREO Satelliten bestätigt.